# Fortitudo Bologna
Fortitudo Pallacanestro Bologna je talijanski košarkaški klub iz Bologne. Jedini je klub koji je sezonu 2008./09. započeo bez sponzorskog imena u svom nazivu (što je netipično za talijanske košarkaške klubove), no u studenome 2008. potpisuju sponzorski ugovor s američkom financijskom tvrtkom GMAC. Nakon sezone 2008./09. ispao je iz prve talijanske lige i preselio se u drugu, ali im je zahtjev za drugu ligu odbijen. Tako će veliki talijanski klub novu zsezonu započeti u trećem rangu talijanske lige.

## Povijest
Usprkos tome što je jedan od najbogatijih europskih klubova, Fortitudo je često bio u sjeni svog gradskog rivala Virtusa Bologne. Svoj prvi trofej osvajaju 1998. kada osvajaju talijanski kup. Fortitudo je čak osam puta uzastopno dolazio u završnicu talijanskog prvenstva (od 1999. i 2007.). Tek nakon tri uzastopna poraza u finalima, Fortitudo osvaja talijansku ligu. Trebala su proći četiri uzastopna poraza u finalima da bi se uzela druga titula talijanskog prvenstva. U posljednjih nekoliko godina Fortitudo postaje članom najelitnijeg europskog košarkaškog natjecanja.  Nakon što su u sezoni 2008./09. zaredali s lošim igrama i očekivali dizanje s dna talijanske ljestvice, Fortitudo je na kraju ispao u drugu talijansku ligu. Uz to javili su se financijsik problemi im upis u drugu ligu im odbijen. No, bilo je vremena za ispraviti probleme i iz kluba su osiguravali da je sve sređeno. Ipak, 19. srpnja 2009. stigla je obavijest da Fortitudo nije primljen u drugu ligu. Fortitudo bi tako trebao preseliti u treću talijansku ligu koja nije profesionalna.

## Trofeji
- Talijansko prvenstvo (2): 2000., 2005.
- Talijanski kup (1): 1998.
- Talijanski superkup (2): 1998., 2005.

## Poznati igrači
| - John D. Douglas - George Bucci - Andrea Dallamora - Wallace Bryant - Daniele Albertazzi - Moris Masetti - Bill Garnett - Artis Gilmore - Vincent Askew - Gene Banks - Chris McNealy - Dave Feitl - Pete Myers - Cedrick Hordges - Valdemaras Chomičius | - Teoman Alibegović - Shaun Vandiver - Dallas Comegys - Corrado Fumagalli - Dan Gay - Vincenzo Esposito - Aleksandar Đorđević - Carlton Myers - Alessandro Frosini - Mike Brown - Conrad McRae - Eric Murdock - Gregor Fučka - Giacomo Galanda - Roberto Chiacig | - David Rivers - Dominique Wilkins - Gianluca Basile - Marko Jarić - Artūras Karnišovas - Damir Mulaomerović - Vinny Del Negro - Stojko Vranković - Anthony Bowie - Eddie Gill - Eurelijus Žukauskas - Vassil Evtimov - Emilio Kovačić - John Celestand - Anthony Goldwire | - Dan McClintock - Marko Milić - Rumeal Robinson - Zoran Savić - Gianmarco Pozzecco - Carlos Delfino - A. J. Guyton - Luboš Bartoň - Vlado Šćepanović - Mate Skelin - Marco Belinelli - Erazem Lorbek - Matjaž Smodiš - Miloš Vujanić - Hanno Möttölä | - Dalibor Bagarić - Amal McCaskill - Ruben Douglas - Sani Bečirović - Yakhouba Diawara - Kiwane Garris - Travis Watson - David Bluthenthal - Alain Digbeu - Tyus Edney - Davor Marcelić - Goran Jurak - Jérôme Moïso - Moochie Norris - Preston Shumpert - Martin Rančík |

## Sponzorska imena kluba
- Cassera 1966. – 1968.
- Eldorado 1968. – 1971.
- Alco 1971. – 1978.
- Mercury 1978. – 1980.
- I&B 1980. – 1981.
- Lattesole 1981. – 1983.
- Yoga 1983. – 1988.
- Arimo 1988. – 1990.
- Aprimatic 1990. – 1991.
- Mangiaebevi 1991. – 1993.
- bez sponzora
- Filodoro 1993. – 1995.
- Teamsystem 1995. – 1999.
- Paf Wennington 1999. – 2001.
- Skipper 2001. – 2004.
- Climamio 2004. – 2007.
- UPIM 2007. – 2008.
- bez sponzora
- GMAC 2008.-

## Vanjske poveznice
- Službena stranica (tal.)
- Stranica kluba na Euroleague.net
- Službena navijačka stranica (tal.)